# Eucampesmella
Eucampesmella är ett släkte av mångfotingar. Eucampesmella ingår i familjen Chelodesmidae.
Kladogram enligt Catalogue of Life:
| Eucampesmella | \| \| Eucampesmella brunnea \| \| \| \| \| \| Eucampesmella schubarti \| \| \| \| |
|               | \| \| Eucampesmella brunnea \| \| \| \| \| \| Eucampesmella schubarti \| \| \| \| |
|               | Eucampesmella brunnea                                                             |
|               |                                                                                   |
|               | Eucampesmella schubarti                                                           |
|               |                                                                                   |